# انریکو مونتسانو
انریکو مونتسانو (ایتالیایی: Enrico Montesano؛ زادهٔ ۷ ژوئن ۱۹۴۵) بازیگر اهل ایتالیا است.
از فیلم‌هایی که وی در آن نقش داشته است، می‌توان به به بانو تجاوز شده است، سه ببر در برابر سه ببر، همه می‌توانند پولدار شوند به‌جز فقرا، عشق یعنی حسادت، اردک در سس پرتقال، فروشگاه بزرگ، بهیار، از بلوندها متنفرم، راهزن، سکس با لبخند ۲، پست‌فطرت‌ها، شاه‌میگو برای صبحانه و سکس با لبخند اشاره کرد.